# Stereo Hearts
"Stereo Hearts" (Corações Acústicos em Português) é o single de avanço do álbum de estúdio The Papercut Chronicles II do grupo inglês Gym Class Heroes. A canção conta com a participação de Adam Levine, vocalista do Maroon 5. Foi lançada em 14 de junho de 2011 pela gravadora independente Fueled By Ramen.
No Reino Unido, a canção teve originalmente lançada em 22 de agosto, no entanto o vídeo da música não foi lançado e então foi empurrado para 12 de setembro. No entanto foi novamente empurrada para 17 de outubro.

## Faixas
- Digital download[4]

1. "Stereo Hearts (feat. Adam Levine)" - 3:31

- German CD Single[5]

1. "Stereo Hearts (feat. Adam Levine)" - 3:31
2. "Stereo Hearts (feat. Adam Levine) [Soul Seekers Retronica Extended Mix]"

## Posições
| Posições (2011)                                   | Melhores posições |
| ------------------------------------------------- | ----------------- |
| Austrália (ARIA)                                  | 4                 |
| Bélgica (Ultratip Flanders)                       | 7                 |
| Bélgica (Ultratop 40 Wallonia)                    | 41                |
| Canadá (Canadian Hot 100)                         | 7                 |
| Dinamarca (Tracklisten)                           | 16                |
| Finlândia (Suomen virallinen lista)               | 16                |
| França (SNEP)                                     | 29                |
| Hungria (Rádiós Top 40)                           | 3                 |
| Irlanda (IRMA)                                    | 4                 |
| Itália (FIMI)                                     | 12                |
| Holanda (Dutch Top 40)                            | 8                 |
| Holanda (Mega Single Top 100)                     | 26                |
| Nova Zelândia (RIANZ)                             | 3                 |
| Noruega (VG-lista)                                | 4                 |
| Romênia (Romanian Top 100)                        | 47                |
| Escócia (The Official Charts Company)             | 2                 |
| Suécia (Sverigetopplistan)                        | 6                 |
| Reino Unido R&B (The Official Charts Company)     | 1                 |
| Reino Unido Singles (The Official Charts Company) | 3                 |
| US Billboard Hot 100                              | 4                 |
| US Adult Pop Songs (Billboard)                    | 17                |
| US Pop Songs (Billboard)                          | 1                 |